# Rasga-listas
Os rasga-listas eram movimentos de resistência à lei do sorteio de 1874 para o serviço militar obrigatório no Império Brasileiro. Lançados em 1875, quando o alistamento para o sorteio deveria começar, eles conseguiram transformar a lei em “letra morta”, adiando indefinidamente o sorteio. A lei abolia o recrutamento forçado até então praticado para as Forças Armadas. O modelo antigo, conhecido como o “tributo de sangue”, era conduzido de forma violenta por um Estado com limitada capacidade administrativa e extrativa sobre a população, sendo uma causa da rejeição popular ao serviço militar. Um equilíbrio entre o Estado, poderes locais e trabalhadores livres protegia do recrutamento os trabalhadores inseridos em redes de clientelismo, restringindo o serviço militar à “ralé” da sociedade. O sistema captava poucos recrutas e mostrou-se ineficiente na Guerra do Paraguai (1864–1870). O sorteio era uma reforma modernizante de inspiração europeia, pretendendo tornar o recrutamento mais racional e igualitário. Grande parte da população não considerava justa a igualdade no sorteio e nem confiava nos seus realizadores. O sorteio não mudava a posição isenta dos ricos, mas endurecia as demandas do Estado sobre a população pobre, removendo a proteção clientelística. Seus beneficiários, tanto proprietários de terras quanto trabalhadores, não aceitavam a ameaça ao seu modo de convivência com o antigo recrutamento.
Multidões armadas de sediciosos invadiram as juntas de alistamento e rasgaram seus papéis para impedir o processo. Eles exibiram grande capacidade de ação coletiva e foram limitados no uso da violência. O movimento era popular, com apoio de elites locais e destacada participação feminina (como no Motim das Mulheres). Seu alcance geográfico foi vasto, ocorrendo em dez províncias dos atuais Sudeste e Nordeste, com a maior força em Minas Gerais e no agreste nordestino. Seu caráter era legitimista e reativo, defendendo direitos estabelecidos e a “ordem natural” contra a ameaça da nova lei.  Ele foi típico das revoltas interioranas ocorridas no Brasil a partir de 1870, reagindo às reformas modernizantes. No Nordeste, foi contemporâneo e teve geografia parecida à Revolta do Quebra-Quilos. Uma nova Lei do Sorteio, aprovada em 1908, foi enfim implementada em 1916.

## A lei do sorteio de 1874
Os soldados no Brasil oitocentista eram incorporados voluntariamente ou pelo recrutamento forçado, que incidia sobre “vadios, ex-escravos, órfãos, criminosos, migrantes, trabalhadores sem qualificação e desempregados”. O serviço militar era considerado degradante pelos pobres livres. O recrutamento, chamado “tributo de sangue”, era violento e seguido por uma vida de castigos e baixa remuneração. Ele conseguia captar poucos recrutas, pois era realizado por um Estado (polícia, serviço público e registro civil) débil numa população resistente. A Guerra do Paraguai sobrecarregou o sistema e foi morosa em parte devido à mobilização ineficiente. Na Europa, referência para a elite brasileira, o período após a Guerra Franco-Prussiana (1870–1871) foi marcado pela industrialização, Estados com maior controle sobre a população e exércitos de conscritos, que, após 1–3 anos de serviço, seguiam a uma crescente reserva. O Brasil estava muito distante desse modelo.
A reforma do recrutamento era exigida pela oficialidade militar e discutida pelos parlamentares há décadas. Ela foi enfim obtida com a lei 2.556 de 1874, inspirada no sistema de recrutamento francês. Juntas paroquiais compostas do juiz de paz, vigário e oficial mais graduado da polícia realizariam um primeiro sorteio de homens livres de 19 a 30 anos para seis anos de serviço. As loterias seguintes, realizadas anualmente, escolheriam entre os homens de 19 anos. O sorteio só ocorreria se faltassem voluntários para preencher as fileiras. Os reformadores pretendiam assim modernizar o Exército à imagem europeia, substituindo a “caçada humana” por um sistema mais racional e justo. Para eles, a lei era um grande avanço institucional. O material humano do Exército, e assim, sua capacidade para a defesa nacional seriam melhorados. O governo foi, então, surpreendido por uma reação popular negativa, vinda de quase todas as camadas sociais.
O status social dos sorteados seria mais alto do que os antigos recrutas forçados, e assim, o serviço foi tornado mais atraente com a proibição do castigo corporal e preferências para veteranos na admissão a empregos públicos. A distribuição do fardo militar seria por uma loteria, teoricamente cega, equiprovável e impessoal. Os ricos permaneceriam isentos, enquanto os pobres livres seriam os mais atingidos. Trabalhadores rurais perderiam sua tradicional proteção paternal dos proprietários de terras. Essa proteção clientelística era aceita pelos “pobres honrados”, pequenos agricultores que cumpriam suas obrigações familiares e da Guarda Nacional, para os quais o recrutamento forçado era uma forma natural de se diferenciar da camada marginal da população. Os recrutas tradicionais eram considerados a ralé. A igualdade com eles, como aconteceria no sorteio, seria uma situação odiosa. Os protegidos consideravam justa a desigualdade no recrutamento. A sociedade sabia conviver com o recrutamento forçado. Ele cumpria uma função moral, punindo “indivíduos turbulentos, pequenos criminosos,  maridos infiéis, filhos ingratos, trabalhadores pouco diligentes”.
Populações até então invisíveis ao Estado e hostis ao censo demográfico seriam alistadas. O sorteio não seria realmente equiprovável e impessoal, pois não se confiava na honestidade dos alistadores. A diferença seria que a isenção, anteriormente regulada pela lei, seria feita escondida, tornando-se objeto de mercado. A ausência da tradicional isenção aos casados criou resistência à lei entre as mulheres, ainda que número de casados até então isentos não era tão grande, pois entre os pobres havia um grande número de uniões ilegítimas e relações de concubinato. O primeiro sorteio seria provavelmente o único com muitos casados. Os proprietários também tinham um conflito de interesse com os reformistas e as Forças Armadas pelo acesso aos trabalhadores. A lei poderia significar a perda de braços nas lavouras e da capacidade de proteger os trabalhadores, filhos e parentes. Outro problema na implementação da lei seria a fraqueza da burocracia estatal.

## Sedições contra a lei
As juntas de alistamento deveriam se reunir nas igrejas (centros das atividades públicas) em 1º de agosto de 1875. Com a divulgação da notícia, já surgiam tensões nos meses antecedentes. Os descontentes tinham uma solução simples: destruir os alistamentos. No dia da reunião, multidões em dez províncias invadiram as igrejas, impediram o trabalho das juntas e rasgaram os papéis. Os revoltosos podiam ser desarmados ou carregar paus, foices ou armas de fogo. O uso da violência foi regrado, e os relatos das juntas frequentemente têm a forma de diálogos entre os alistadores e a população. Onde houve resistência da polícia, as invasões resultaram em alguns mortos e feridos. A ação coletiva era bem estruturada e os movimentos às vezes ultrapassavam os limites das freguesias. Muitas juntas não se reuniram por ausência de membros, intimidados pelas ameaças feitas pelos rasga-listas ou em concordância com eles. Havia ausência em especial dos párocos devido à questão religiosa. Há até registros da participação das autoridades nas multidões. A atividade dos rasga-listas continuou ao longo dos meses de trabalho das juntas e reaparecia sempre que o governo tentava implementar a lei. Os alvos foram expandidos para as casas maçônicas, coletorias e impostos municipais. Ataques aos trabalhos de alistamento continuaram por anos, como no Serro, Minas Gerais, em 1881, e em Conceição das Alagoas em 1884.
Os sujeitos históricos do movimento eram anônimos, e muitos fatos não foram registrados. O movimento era popular, mas contava com a conivência ou apoio das elites locais. Pela participação feminina destacada, o movimento também foi chamado de “Guerra das Mulheres”. Em Mossoró, Rio Grande do Norte, a organização e execução foram exclusivamente femininas, no chamado “Motim das Mulheres”. A distribuição geográfica era ampla, ocorrendo em inúmeras paróquias de Minas Gerais, São Paulo, Rio de Janeiro, Espírito Santo, Bahia, Alagoas, Pernambuco, Paraíba, Rio Grande do Norte e Ceará. No Rio Grande do Sul a maior presença de tropas impediu tumultos, mas o alistamento sofreu muitas manipulações. As concentrações eram em Minas Gerais e no agreste nordestino, ambos marcados pela maior importância do trabalho livre. Minas Gerais tinha também uma população muito dispersa para as tropas defenderem as juntas, e uma tradicional aversão ao serviço militar. Em agosto, as juntas foram atacadas em 78 localidades da província por multidões de 30 a 500 pessoas, com novos conflitos prosseguindo até abril de 1876. A destruição das listas era acompanhada por comemorações festivas nas cidades. As sedições em São Paulo se limitaram às regiões limítrofes a Minas Gerais. No Ceará, província pobre e populosa, com uma carga pesada do recrutamento, a revolta era reflexo da Guerra do Paraguai e circulavam rumores de recrutamento para um novo conflito no Paraguai.
À época, os revoltosos foram acusados de fanatismo, incompreensão e especialmente ignorância. Parte da historiografia considera os rasga-listas como movimentos sociais “pré-políticos” do sertão, associando-os ao cangaço e messianismo. Porém, a população livre tinha seus motivos. O movimento era reativo e legitimista, defendendo direitos estabelecidos e a “ordem natural das coisas” contra o que era considerado uma expansão injustificada das demandas do Estado. Assim, era típico de revoltas pré-industriais na Europa, uma vendée ou jacquerie brasileira. A reforma feria o senso de justiça dos sertanejos, baseado mais nos costumes do que nas leis de um Estado distante. No Nordeste, os rasga-listas tinham geografia semelhante à dos Quebra-Quilos, movimento contrário à implementação do sistema métrico, mas também à nova lei do recrutamento, e da Revolta do Ronco da Abelha e dos “Marimbondos”, anos antes. Tinham em comum os temores dos sertanejos com a secularização e racionalização impostas pelas elites europeizantes. Essa inquietação começaria nos anos 1870, com os Muckers e a Revolta do Vintém, terminando nas Guerras de Canudos e do Contestado, décadas depois.
As multidões davam vivas à monarquia, à Igreja Católica e à velha lei, apresentando-se como restauradoras da ordem. A nova lei era chamada de “bárbara”, tendo vindo para “escravizar o povo”. Os rasga-listas se diziam defensores da religião e eram hostis à maçonaria, refletindo a ruptura entre o Estado e a Igreja ocorrida na questão religiosa. Em alguns lugares eles eram favoráveis ao Partido Liberal pelas lideranças contrárias à lei. Porém, o descontentamento ia além de questões religiosas e partidárias.

## Resultados
A lei de 1874 tornou-se “letra morta”. A resistência na elite e grupos populares foi muito grande. O sorteio no Exército foi adiado graças a um ligeiro aumento no número de voluntários em 1875–1876 e cortes no efetivo em 1877–1880. O recrutamento forçado estava formalmente abolido, mas a polícia obrigada os presos a se alistarem como voluntários. A elite política, que também se beneficiava do patronato, soube recuar. Aumentou o consenso ao redor do recrutamento forçado, melhor do que o sorteio no equilíbrio entre o Estado, elites locais e pobres honrados. Em 1903, uma tentativa de sortear empregados do setor marítimo para a Marinha foi recebida com uma greve dos portuários e abandonada. O sistema antigo perdurou até uma nova lei do sorteio. A demanda pela modernização militar permanecia, e o sorteio foi aprovado em 1908, mas também encontrou dificuldades. O primeiro sorteio pela nova lei só foi realizado em 1916.

### Citações
1. ↑  Gonzales 2008, p. 103.
2. ↑  Santos 2020, p. 447.
3. ↑  Mendes 1998, p. 5-11.
4. ↑  Guarese 2017, p. 24-26.
5. ↑  Ferreira 2014, p. 52-57.
6. ↑  Kraay 1999, p. 134.
7. ↑  Santos 2020, p. 448.
8. ↑  Guarese 2017, p. 35.
9. 1 2  Kraay 1999, p. 137.
10. ↑  Souza 2014, p. 238.
11. ↑  Mendes 1999, p. 267-268.
12. ↑  Guarese 2017, p. 86.
13. 1 2  Mendes 1999, p. 269.
14. ↑  Souza 2014, p. 246.
15. ↑  Kraay 1999, p. 138.
16. ↑  Mendes 1999, p. 271.
17. ↑  Gonzales 2008, p. 106.
18. ↑  Guarese 2017, p. 87.
19. 1 2  Cândido 2008, p. 28-29.
20. ↑  Rocha 2016, p. 36.
21. ↑  Rocha 2016, p. 39.
22. 1 2  Mendes 1999, p. 270-275.
23. 1 2  Souza 2014, p. 246-248.
24. ↑  Rocha 2016, p. 30.
25. 1 2  Santos 2017, p. 150-151.
26. 1 2 3  Castro 2012, p. 54-55.
27. 1 2  Mendes 1999.
28. ↑  Cândido 2008, p. 26.
29. ↑  Mendes 1999, p. 279-280.
30. ↑  Cândido 2008, p. 41.
31. ↑  Alves 2020, p. 31-34.
32. 1 2  Cândido 2008, p. 28.
33. ↑  Souza 2014.
34. ↑  Cândido 2008, p. 27.
35. ↑  Mendes 1999, p. 270-271.
36. ↑  Mendes 1999, p. 290.
37. ↑  Kraay 1999, p. 139.
38. ↑  Cândido 2008, p. 45-46.
39. ↑  Mendes 1999, p. 268 e 277-278.
40. ↑  Mendes 1999, p. 288-289.
41. ↑  Cândido 2008, p. 43-45.
42. ↑  Mendes 1999, p. 289-290.
43. ↑  Mendes 1999, p. 269-270.
44. ↑  Kraay 1999, p. 130 e 140-143.
45. ↑  Almeida 2010, p. 156.
46. ↑  Kraay 1999, p. 142.
47. ↑  Gonzales 2008, p. 107.